# (3491) Fridolin
(3491) Fridolin es un asteroide perteneciente al cinturón de asteroides, descubierto el 30 de septiembre de 1984 por Paul Wild desde el Observatorio de Berna-Zimmerwald, Berna, Suiza.

## Designación y nombre
Designado provisionalmente como 1984 SM4. Fue nombrado Fridolin en homenaje al misionero irlandés Fridolin de Säckingen.